# Shuchō

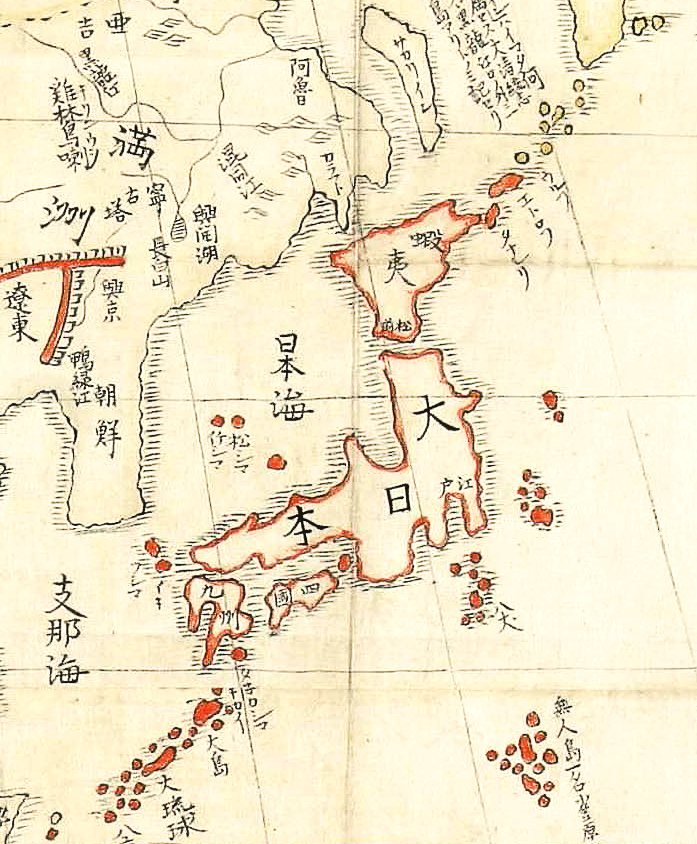
Lista de tiempo (mapa de Japón) (1806)

La era Shuchō (朱鳥?) fue una era japonesa (年号, nengō?) después de un lapso de tiempo que no fue designado un nombre posterior a la era Hakuchi y anterior a otro lapso sin nombre hasta la era Taihō. La era Shuchō fue muy breve y solo duró algunos meses del año 686 y 687. Los emperadores gobernantes fueron Temmu-tennō (天武天皇?) y Jitō-tennō (持統天皇?).

## Cambio de era
- Shuchō gannen (朱鳥元年?); 686: La nueva era fue creada para marcar una serie de eventos pero la era no sobrevivió tras la muerte del Emperador Tenmu, finalizando con el ascenso al trono de la Emperatriz Jitō.

## Eventos en la eraShuchō
- Shuchō 1 (10 de enero de 686): Terremoto.[2]
- Shuchō 1 (14 de enero de 686): Se incendia el palacio imperial en Naniwa.[2]

- Shuchō 1 (10 de junio de 686) es predicha la enfermedad del Emperador, se culpa a una maldición de la espada Kusanagi por lo que es regresada al Templo Atsuta en la provincia de Owari.[3]
- Shuchō 1 (686): muere el Emperador Temmu y es sucedido por su sobrina y esposa, quien se convierte en la Emperatriz Jitō.
- Shuchō 1 (686): El hijo del Emperador Temmu, Príncipe Ōtsu, intenta en vano hacerse con el trono y es ejecutado.